# Bodiontici
Les Bodiontici, ou Bodiontiques en français, sont un peuple gaulois mentionné parmi les peuples vaincus du Trophée des Alpes.
La forme Brodionti, présente sur le Trophée des Alpes, est fautive,.

## Histoire
Les historiens le localisent dans les actuelles Alpes-de-Haute-Provence : ils occupaient le bassin de la Bléone et de ses affluents, le Bès et les Duyes, les limites les plus probables étant les Trois-Évêchés au nord, la clue de Chabrières à l'est, la vallée des Duyes à l'ouest (incluse) et le massif des Monges au nord-ouest.
Auguste soumet les peuples alpins entre 23 et 13 av. J.-C. : les Bodiontici sont vaincus lors de la campagne de l'été 14 av. J.-C. et rattachés aux Alpes-Maritimes, gouvernées par un préfet (mais qui ne deviennent une province qu'en 63 ap. J.-C.). Lorsque les Alpes-Maritimes deviennent une province, les Bodiontici obtiennent, comme les autres peuples alpins, le ius latinum.
D'après Pline, Nat., 3, 37, l'éphémère empereur Galba rattache la civitas des Bodiontici à la province de Narbonnaise en 69 ap. J.-C.,,. La même année, la capitale est transférée à Dinia (on ignore où elle se trouvait auparavant) et les Avantici sont réunis aux Bodiontici,. Elle s'appelait alors Dinia avant de devenir Digna en 780 ap. J.-C. jusqu'au 25 juin 1988, ou le nom de la localité était Digne, aujourd'hui Digne-les-Bains.
Au début du IIe siècle, leur capitale Dinia obtient le municipe. 
À la fin du IIIe siècle, la civitas des Bodiontici retourne à la province des Alpes-Maritimes,.